# Chặng đua GP Ý 2020
Chặng đua GP Ý 2020 (tên chính thức là Formula 1 Gran Premio Heineken d'Italia 2020) là chặng đua thứ 8 của Giải đua xe Công thức 1 2020. Chặng đua diễn ra từ ngày 04 đến 06 tháng 09 năm 2020 tại trường đua Autodromo Nazionale di Monza, Ý. Người chiến thắng là Pierre Gasly của đội đua AlphaTauri.

## Diễn biến chính
Race-1:
Lewis Hamilton giành pole và là người dẫn đầu trong giai đoạn đầu của cuộc đua.
Đến vòng 17 thì chiếc xe của Kevin Magnussen bị chết máy, dừng ở bên cạnh đường đua nên xe an toàn phải xuất hiện. Hamilton đã tranh thủ khoảng thời gian này để pit thay lốp nhưng các trọng tài xác định Hamileon đã vào pit trong thời gian bị cấm vào pit. Vì thế cho dù tay đua của đội Mercedes ra pit ở vị trí dẫn đầu nhưng anh bị phạt phải dừng 10 giây trong pit lane.
Khi hết xe an toàn lần 1 được vài vòng, đến lượt Charles Leclerc tông rào ở vòng 23 khiến cho cuộc đua phải tạm dừng.
Race-2:
Hamilton vẫn là người xuất phát đầu tiên ở Race-2. Tuy nhiên do anh phải thực hiện án phạt nói trên nên để bị tụt xuống cuối đoàn đua. Dù rất nỗ lực thì Hamilton chỉ có thể vượt trở lại vị trí thứ 7. Một tay đua mạnh khác là Max Verstappen cũng phải bỏ cuộc ở vòng 30 do hư động cơ.
Cơ hội chiến thắng vì thế được trao cho nhóm các tay đua lái chiếc xe trung bình như Pierre Gasly, Lance Stroll và Carlos Sainz jr. Gasly đã không bỏ lỡ cơ hội để giành chiến thắng đầu tiên trong sự nghiệp. Trong khi Sainz vượt được Stroll để về nhì. Stroll về ba.
Sau chặng đua thì Hamilton vẫn dẫn đầu với 164 điểm.

## Kết quả
| Stt                                                        | Số xe | Tay đua            | Đội đua                   | Lap | Thời gian   | Xuất phát | Điểm |
| ---------------------------------------------------------- | ----- | ------------------ | ------------------------- | --- | ----------- | --------- | ---- |
| 1                                                          | 10    | Pierre Gasly       | AlphaTauri-Honda          | 53  | 1:47:06.056 | 10        | 25   |
| 2                                                          | 55    | Carlos Sainz Jr.   | McLaren-Renault           | 53  | +0.415      | 3         | 18   |
| 3                                                          | 18    | Lance Stroll       | Racing Point-BWT Mercedes | 53  | +3.358      | 8         | 15   |
| 4                                                          | 4     | Lando Norris       | McLaren-Renault           | 53  | +6.000      | 6         | 12   |
| 5                                                          | 77    | Valtteri Bottas    | Mercedes                  | 53  | +7.108      | 2         | 10   |
| 6                                                          | 3     | Daniel Ricciardo   | Renault                   | 53  | +8.391      | 7         | 8    |
| 7                                                          | 44    | Lewis Hamilton     | Mercedes                  | 53  | +17.245     | 1         | 7    |
| 8                                                          | 31    | Esteban Ocon       | Renault                   | 53  | +18.691     | 12        | 4    |
| 9                                                          | 26    | Daniil Kvyat       | AlphaTauri-Honda          | 53  | +22.208     | 11        | 2    |
| 10                                                         | 11    | Sergio Pérez       | Racing Point-BWT Mercedes | 53  | +23.224     | 4         | 1    |
| 11                                                         | 6     | Nicholas Latifi    | Williams-Mercedes         | 53  | +32.876     | 20        |      |
| 12                                                         | 8     | Romain Grosjean    | Haas-Ferrari              | 53  | +35.164     | 16        |      |
| 13                                                         | 7     | Kimi Räikkönen     | Alfa Romeo Racing-Ferrari | 53  | +36.312     | 14        |      |
| 14                                                         | 63    | George Russell     | Williams-Mercedes         | 53  | +36.593     | 19        |      |
| 15                                                         | 23    | Alexander Albon    | Red Bull Racing-Honda     | 53  | +37.533     | 9         |      |
| 16                                                         | 99    | Antonio Giovinazzi | Alfa Romeo Racing-Ferrari | 53  | +55.199     | 18        |      |
| Ret                                                        | 33    | Max Verstappen     | Red Bull Racing-Honda     | 30  | Power unit  | 5         |      |
| Ret                                                        | 16    | Charles Leclerc    | Ferrari                   | 23  | Accident    | 13        |      |
| Ret                                                        | 20    | Kevin Magnussen    | Haas-Ferrari              | 17  | Power unit  | 15        |      |
| Ret                                                        | 5     | Sebastian Vettel   | Ferrari                   | 6   | Brakes      | 17        |      |
| Fastest lap: Lewis Hamilton (Mercedes) – 1:22.746 (lap 34) |       |                    |                           |     |             |           |      |

Nguồn: Trang chủ Formula1

## BXH sau chặng đua
|         | Stt | Tay đua         | Điểm |
| ------- | --- | --------------- | ---- |
|         | 1   | Lewis Hamilton  | 164  |
| 1       | 2   | Valtteri Bottas | 117  |
| 1       | 3   | Max Verstappen  | 110  |
| 3       | 4   | Lance Stroll    | 57   |
| 1       | 5   | Lando Norris    | 57   |
| Source: |     |                 |      |

|         | Stt | Đội đua                   | Điểm |
| ------- | --- | ------------------------- | ---- |
|         | 1   | Mercedes                  | 281  |
|         | 2   | Red Bull Racing-Honda     | 158  |
|         | 3   | McLaren-Renault           | 98   |
|         | 4   | Racing Point-BWT Mercedes | 82   |
| 1       | 5   | Renault                   | 71   |
| Source: |     |                           |      |